# Thespios
Thespios (latinsky Thespius) je v řecké mytologii thespijský král.
Král měl padesát dcer, Thespiád, všechny dospívaly do věku, kdy se chtěly vdát. V tu dobu do království přišel mladý hrdina Héraklés, který v nedávné době v zlosti zabil Lina, svého učitele hry na lyru, a měl si odpykat trest jako pasák stád ve vzdálené zemi.
V království Thespiově řádil zuřivý a žravý kithairónský lev (nemejský přišel na řadu až později) a Héraklés si s ním chtěl změřit síly. Lov na lva trval padesát dní a skončil smrtí zuřivého zvířete.
Král Thespios každou tu noc posílal své dcery do Héraklovy ložnice, jednu po druhé. Podle jiné verze té legendy je k němu poslal všechny během jediné noci. Dcery nabádal, aby každá přivedla na svět potomka silného a bojovného. Stalo se, po nějaké době měl král padesát dva vnoučat, protože jeho dcera Prokris a ještě jedna její sestra přivedly na svět dvojčata.

## Odraz v umění
- Dcery Thespiovy od Gustave Moreaua (1826–1898), francouzského malíře